# 막낀찌
막낀찌(베트남어: Mạc Kính Chỉ / 莫敬止 막경지, ? ~ 1593년)는 대월 막 왕조의 제6대 황제(재위: 1592년 ~ 1593년)이다. 막낀디엔의 장남이다.

## 생애
당안왕(唐安王)에 봉해졌는데, 일설엔 단웅왕(端雄王)이라고 한다.
1564년, 막낀디엔의 첩과 간통한 것이 드러나 병권을 빼앗기고 폐위되어 서인이 되었으며, 막 왕조는 병권을 막낀디엔의 둘째 아들인 단량공(端亮公), 일설엔 당안왕(唐安王)인 막낀푸(莫敬敷)에게 주었다. 막낀디엔이 죽자 막 왕조는 막낀찌를 웅례공(雄禮公)에 봉했지만, 병권을 위임하지 않았다.
1592년, 후 레 왕조의 찐뚱이 막 왕조를 쳐서 탕롱을 함락하고 황제 막머우헙을 죽였다. 이때 막낀찌는 동조(東潮) 지역에 있었는데, 이를 듣고 나서 부(部)를 거느리고 지령현(至靈縣)에 이르러 자립하여 황제가 되었으며, 청림(靑林) 일대를 근거지로 삼아 지켰고, 바오딘으로 개원했다. 막 왕조의 종실인 막낀푸, 막낀타인(莫敬誠), 막낀턴(莫敬愼) 등은 분분히 귀부해 왔고, 해양(海陽), 고평(高平) 일대를 근거지로 삼아 지켰으며, 병력이 7만 명이 된다고 하였다. 막머우헙의 아들 막또안은 인심이 불복하자 막낀찌에게 몸을 의탁하였다. 찐뚱이 응우옌텃리(阮七里), 부이반쿠에(裴文奎), 쩐박니엔(陳百年), 응우옌응아(阮峨) 등을 보내 막낀찌를 쳐서 패배시켰다.
1593년, 찐뚱이 호앙딘아이(黃廷愛), 응우옌흐우리에우(阮有僚) 등 부를 이끌고 청림을 양면에서 협격하였고, 막낀찌와 막 왕조의 많은 종실 및 대신들을 포로로 잡았다. 찐뚱은 초진(草津) 일대에서 막경지를 참수하였고, 탕롱으로 보내 민중에게 이를 보였다. 막 왕조의 유신 막응옥리엔이 막낀찌의 동생 돈후왕(敦厚王) 막낀꿍을 찾아내 문란주(文蘭州)에서 황제로 옹립하였다.

## 가족
막낀찌의 부인은 1590년에 충의장홍군공(忠義將弘郡公)의 집에 숨었다가 후에 일이 밝혀져서 둘이 피살되었다.
| 전 임 막머우헙 | 제6대 대월 막 왕조의 황제 1592년 ~ 1593년 | 후 임 막낀꿍 |